# Salem Nasser Bakheet
Salem Nasser Al shingel (sinh ngày 27 tháng 6 năm 1977) là vận động viên nhảy cao người Bahrain. Thành tích lớn nhất của anh là huy chương bạc tại Giải vô địch châu Á 2002.
Kỷ lục cá nhân của anh là 2,19 mét ngoài trời và 2,13 mét trong nhà, đều được thiết lập vào năm 2006, và đều là kỷ lục quốc gia hiện tại.

## Competition record
| Năm                  | Giải đấu                   | Địa điểm             | Thứ hạng             | Chú thích            |
| Representing Bahrain | Representing Bahrain       | Representing Bahrain | Representing Bahrain | Representing Bahrain |
| -------------------- | -------------------------- | -------------------- | -------------------- | -------------------- |
| 1998                 | Asian Games                | Bangkok, Thailand    | 10th                 | 2.00 m               |
| 2002                 | Asian Championships        | Colombo, Sri Lanka   | 2nd                  | 2.15 m               |
| 2002                 | Asian Games                | Busan, South Korea   | 5th                  | 2.19 m               |
| 2003                 | Asian Championships        | Manila, Philippines  | 6th                  | 2.15 m               |
| 2004                 | Pan Arab Games             | Algiers, Algeria     | 3rd                  | 2.11 m               |
| 2005                 | Islamic Solidarity Games   | Mecca, Saudi Arabia  | 5th                  | 2.14 m               |
| 2006                 | Asian Indoor Championships | Pattaya, Thailand    | 2nd                  | 2.13 m               |
| 2006                 | Asian Games                | Doha, Qatar          | 5th                  | 2.19 m               |
| 2007                 | Asian Championships        | Amman, Jordan        | 11th                 | 2.10 m               |
| 2007                 | Pan Arab Games             | Cairo, Egypt         | 8th                  | 2.05 m               |
| 2008                 | Asian Indoor Championships | Doha, Qatar          | 8th                  | 2.05 m               |
| 2009                 | Asian Indoor Games         | Hanoi, Vietnam       | 9th                  | 2.05 m               |
| 2010                 | Asian Games                | Guangzhou, China     | 16th (q)             | 2.05 m               |